# Foëcy
Foëcy és un municipi francès, situat al departament de Cher i a la regió de Centre – Vall del Loira. L'any 2007 tenia 2.071 habitants.

## Demografia

### Població
El 2007 la població de fet de Foëcy era de 2.071 persones. Hi havia 883 famílies, de les quals 245 eren unipersonals (86 homes vivint sols i 159 dones vivint soles), 288 parelles sense fills, 289 parelles amb fills i 61 famílies monoparentals amb fills.
La població ha evolucionat segons el següent gràfic:
Habitants censats

### Habitatges
El 2007 hi havia 1.001 habitatges, 883 eren l'habitatge principal de la família, 54 eren segones residències i 65 estaven desocupats. 911 eren cases i 85 eren apartaments. Dels 883 habitatges principals, 665 estaven ocupats pels seus propietaris, 203 estaven llogats i ocupats pels llogaters i 15 estaven cedits a títol gratuït; 6 tenien una cambra, 74 en tenien dues, 187 en tenien tres, 271 en tenien quatre i 344 en tenien cinc o més. 565 habitatges disposaven pel capbaix d'una plaça de pàrquing. A 408 habitatges hi havia un automòbil i a 374 n'hi havia dos o més.

### Piràmide de població
La piràmide de població per edats i sexe el 2009 era:
| Homes | Edats   | Dones |
| ----- | ------- | ----- |
| 0     | 95 o +  | 12    |
| 0     | 90 a 94 | 16    |
| 8     | 85 a 89 | 40    |
| 12    | 80 a 84 | 28    |
| 32    | 75 a 79 | 36    |
| 40    | 70 a 74 | 44    |
| 52    | 65 a 69 | 40    |
| 52    | 60 a 64 | 60    |
| 40    | 55 a 59 | 48    |
| 84    | 50 a 54 | 72    |
| 72    | 45 a 49 | 100   |
| 60    | 40 a 44 | 36    |
| 104   | 35 a 39 | 80    |
| 60    | 30 a 34 | 64    |
| 76    | 25 a 29 | 76    |
| 48    | 20 a 24 | 68    |
| 32    | 15 a 19 | 44    |
| 76    | 10 a 14 | 56    |
| 72    | 5 a 9   | 44    |
| 52    | 0 a 4   | 32    |

## Economia
El 2007 la població en edat de treballar era de 1.332 persones, 974 eren actives i 358 eren inactives. De les 974 persones actives 871 estaven ocupades (479 homes i 392 dones) i 104 estaven aturades (42 homes i 62 dones). De les 358 persones inactives 121 estaven jubilades, 90 estaven estudiant i 147 estaven classificades com a «altres inactius».

### Ingressos
El 2009 a Foëcy hi havia 892 unitats fiscals que integraven 2.059,5 persones, la mediana anual d'ingressos fiscals per persona era de 17.278 €.

### Activitats econòmiques
Dels 67 establiments que hi havia el 2007, 4 eren d'empreses extractives, 2 d'empreses alimentàries, 8 d'empreses de fabricació d'altres productes industrials, 13 d'empreses de construcció, 14 d'empreses de comerç i reparació d'automòbils, 4 d'empreses de transport, 1 d'una empresa d'hostatgeria i restauració, 2 d'empreses financeres, 3 d'empreses immobiliàries, 5 d'empreses de serveis, 7 d'entitats de l'administració pública i 4 d'empreses classificades com a «altres activitats de serveis».
Dels 19 establiments de servei als particulars que hi havia el 2009, 1 era una oficina de correu, 1 una oficina bancària, 1 taller de reparació d'automòbils i de material agrícola, 1 taller d'inspecció tècnica de vehicles, 4 paletes, 2 guixaires pintors, 3 lampisteries, 2 electricistes, 1 empresa de construcció, 2 perruqueries i 1 agència immobiliària.
Dels 7 establiments comercials que hi havia el 2009, 1 era una botiga de més de 120 m², 2 fleques, 1 una fleca, 1 una botiga d'electrodomèstics i 2 floristeries.
L'any 2000 a Foëcy hi havia 9 explotacions agrícoles.

## Equipaments sanitaris i escolars
L'únic equipament sanitari que hi havia el 2009 era una farmàcia.
El 2009 hi havia 1 escola maternal i 1 escola elemental.

## Poblacions més properes
El següent diagrama mostra les poblacions més properes.